# モーラ (小惑星)
モーラ (1257 Mora) は、小惑星帯の小惑星。1928年にカール・ラインムートがハイデルベルクで発見した。
コンコリー天文台 (Konkoly Obszervatórium: Konkoly Observatory) の所長を務めたハンガリーの天文学者、モーラ・カーロイ（Móra, Károly: 1899年 – 1938年）に因んで命名された。